# Gott mit uns (Dio è con noi)
Gott mit uns (Dio è con noi) è un film del 1970 diretto da Giuliano Montaldo.
È ispirato a un evento reale della fine della seconda guerra mondiale e racconta di due disertori tedeschi accusati dai propri connazionali in un campo di prigionia.
Gott mit uns (in tedesco "Dio è con noi") era il motto iscritto sulle fibbie dei cinturoni dei soldati della Wehrmacht.

## Trama
Paesi Bassi, 1945. Negli ultimi giorni della seconda guerra mondiale, il guardiamarina tedesco Bruno Grauber, un veterano che, non credendo più nella guerra, ha già da diversi mesi abbandonato la sua postazione, convince il giovane caporale Rainer Schultze a disertare assieme a lui per cercare di ritornare in Germania a piedi; a questo scopo i due entrano in una casa di campagna, dove si procurano dei vestiti da civili e gettano armi ed uniformi in un canale.
L'impresa, per quanto sia animata da un fortissimo desiderio di tornare a casa, si rivela subito disperata: la Germania è più lontana di quanto i due fuggiaschi si aspettavano, i militari Alleati sono ormai ovunque e le colonne di prigionieri sembrano invadere le strade. Stanchi e sfiniti dalla fame si consegnano ad un reparto del reggimento dei Seaforth Highlanders of Canada a guardia di un ormai ex campo di concentramento nazista, dove ora sono imprigionati, in attesa della fine delle ostilità, centinaia di soldati della Wehrmacht.
Il campo, che dopo esser stato requisito dai canadesi si trova sotto il comando del capitano Miller, non versa in una situazione tranquilla: il generale tedesco a cui faceva capo il campo, e che l'aveva ceduto arrendendosi ai Seaforth, è stato misteriosamente ucciso durante la prima notte di prigionia ed il "comando" dei prigionieri è stato di conseguenza assunto dal colonnello von Bleicher, un militare tutto d'un pezzo che incita i suoi uomini a rimanere uniti ed a mantenere - quantunque passivamente - un atteggiamento di belligeranza nei confronti delle forze nemiche, imponendo la continua e scrupolosa osservanza del consueto regolamento militare, anche se per loro la guerra è praticamente finita; quest'ottusa abnegazione al proprio ruolo spinge il colonnello a far addirittura frustare quattro soldati che avevano tentato di fuggire, il tutto nella più completa ignavia del comando canadese.
I due disertori nel frattempo vengono presi in simpatia dal furiere della compagnia canadese, il caporale Jelinek, che li "inquadra" come suoi aiutanti e li fa vivere nelle baracche all'esterno del campo, separati dagli altri prigionieri. Gli ufficiali tedeschi, venuti casualmente a conoscenza della loro presenza, pretendono che vengano fatti entrare nel campo alla pari di tutti gli altri soldati prigionieri. Il guardiamarina ed il caporale vengono perciò portati al campo, dove i tedeschi li scortano in una baracca sopra la cui porta si legge un cartello intitolato "comando".
Increduli, vengono sottoposti ad un interrogatorio, al termine del quale viene loro comunicato che saranno sottoposti al giudizio di una Corte marziale per il reato di diserzione. Inizialmente i due non prendono sul serio la cosa, pensando all'assurdità di un processo effettuato da un esercito in rotta all'interno d'un campo di prigionia, ma purtroppo ignorano che l'iniziativa sia stata debitamente comunicata al capitano Miller il quale, pur non ritendola anch'egli una faccenda seria, ha acconsentito al suo svolgimento.
Mentre viene imbastito il grottesco processo, i due vengono tenuti come prigionieri dai tedeschi in minuscole ed insalubri celle di segregazione, di cui il caporale canadese incaricato della ronda non riferisce nulla al capitano. Alla fine, l'improvvisata Corte marziale giunge ad un inappellabile verdetto di morte ed a quel punto il colonnello von Bleicher richiede formalmente al capitano Miller che gli vengano consegnati dei fucili per armare un plotone di esecuzione. Il capitano rifiuta ma, ciononostante, s'astiene comunque dal comunicare al suo comando dell'insolita situazione venutasi a creare, ritenendola in fondo ancora una sciocchezza, per quanto bizzarra. Tuttavia, il suo rifiuto induce ad un'ordinata, ma rumorosa, esibizione di protesta da parte dei prigionieri che, proseguendo ininterrottamente per ore ed ore, non si attenua nemmeno quando decide di porre in isolamento il colonnello.
Quando la protesta comincia a degenerare in un tentativo d'insurrezione, il capitano fa sparare dei colpi d'avvertimento in direzione dei prigionieri, minacciandoli che se non rientreranno nei ranghi darà l'ordine ad i suoi di risparare, stavolta però ad altezza d'uomo. Quando la situazione pare dunque tranquillizzatasi, il capitano riceve la visita del suo generale che, dopo averlo ragguagliato circa l'ormai dichiarata fine della guerra, gli comunica di essere al corrente della faccenda dei due disertori; aggiunge inoltre di condividere pienamente il processo e la sua sentenza. Pertanto, in nome di un'universale etica militaresca che non deve venir meno a dispetto di qualunque vicissitudine, egli intende dare il beneplacito alla fucilazione dei due disertori, pur non potendo ovviamente emanare un ordine diretto in tal senso.
Il capitano, che nel frattempo è stato promosso al grado di maggiore, è rimasto abbastanza turbato dalle parole del generale ma, conscio che con la fine della guerra la sua spedita carriera subirà inesorabilmente un brusco rallentamento, decide di sottostare alle richieste del suo superiore in maniera tale da non compromettersi ai suoi occhi. Perciò, nonostante la resa della Germania sia già stata firmata da cinque giorni, e le decisioni del suo esercito di conseguenza siano legalmente invalidate, rilascia il colonnello von Bleicher affinché renda esecutiva la sentenza del guardiamarina Grauber e del caporale Schultze. A fucilazione avvenuta, sarà Miller ad avvisare il generale che "giustizia" è stata fatta.

## Produzione

### Sceneggiatura
Il film prende spunto da una storia vera, accaduta nei Paesi Bassi alla fine della seconda guerra mondiale, ovvero la fucilazione dei marinai Bruno Dorfer e Rainer Beck.

## Controversie
Questo particolare episodio della seconda guerra mondiale era stato volutamente ignorato dai governi del Canada e, quando il film uscì, l'allora governo di Pierre Trudeau gli riservò un atteggiamento fortemente ostracistico, culminato nel tentativo di mandare al macero tutte le copie in circolazione sul territorio canadese, dove al film era stato dato il titolo di The Firing Squad (trad. "il plotone di esecuzione").

## Riconoscimenti
- 1971 - Nastro d'argento
  - Miglior produttore Silvio Clementelli